# Вайденберг
Вайденберг (нім. Weidenberg) — громада в Німеччині, розташована в землі Баварія. Підпорядковується адміністративному округу Верхня Франконія. Входить до складу району Байройт. Центр об'єднання громад Вайденберг.
Площа — 68,91 км2. Населення становить 5768 ос. (станом на 31 грудня 2020).

## Галерея

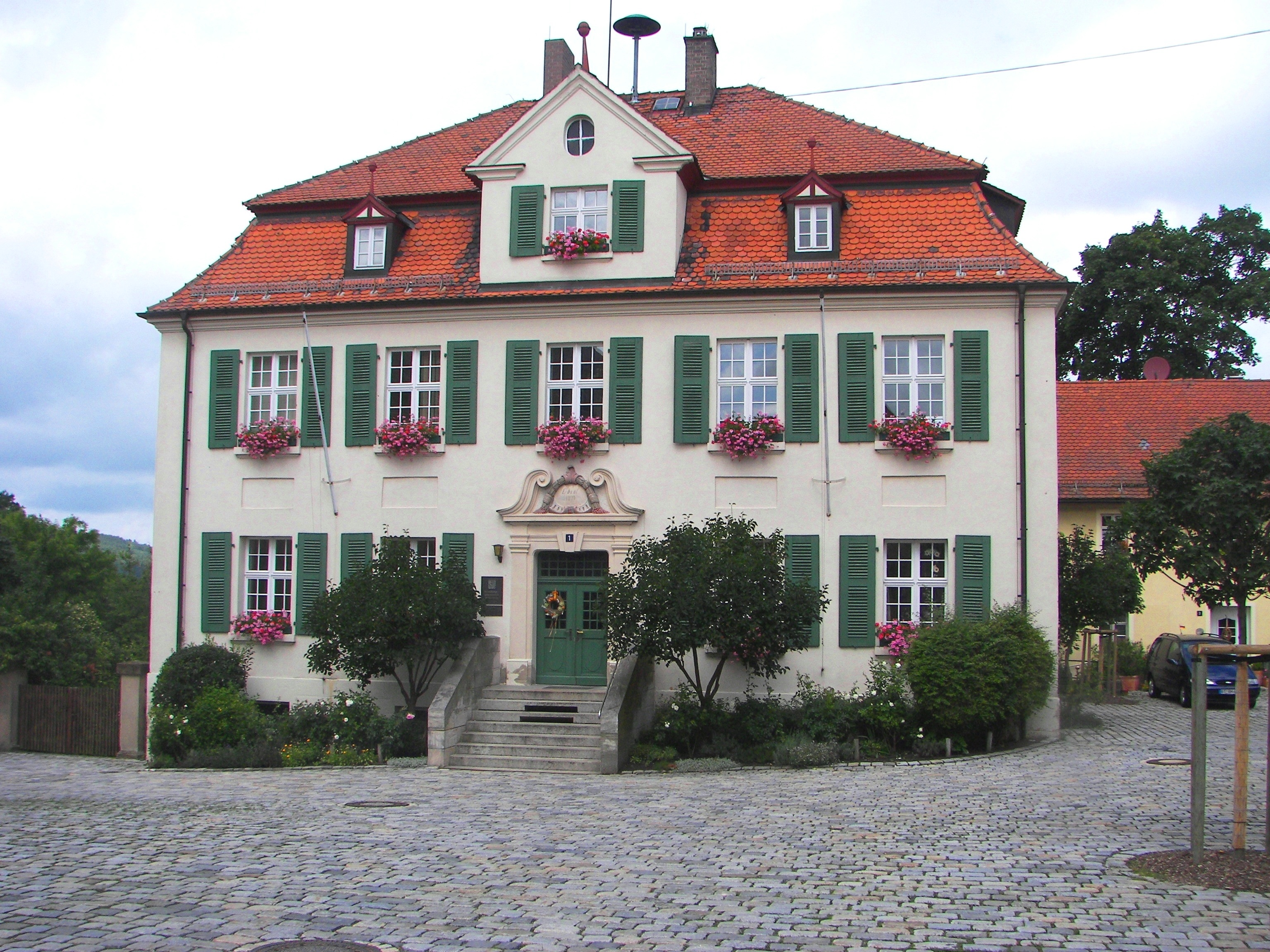
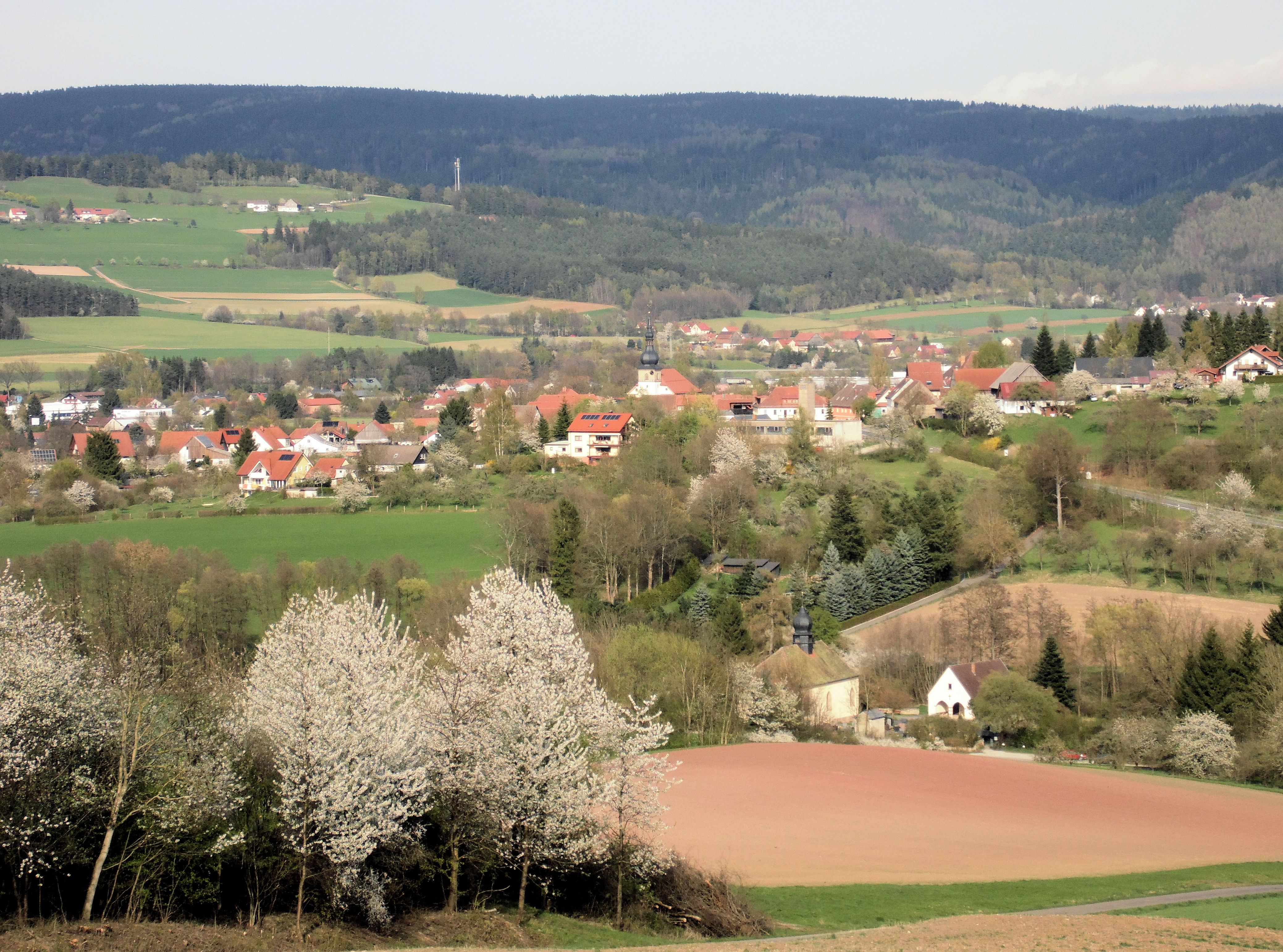
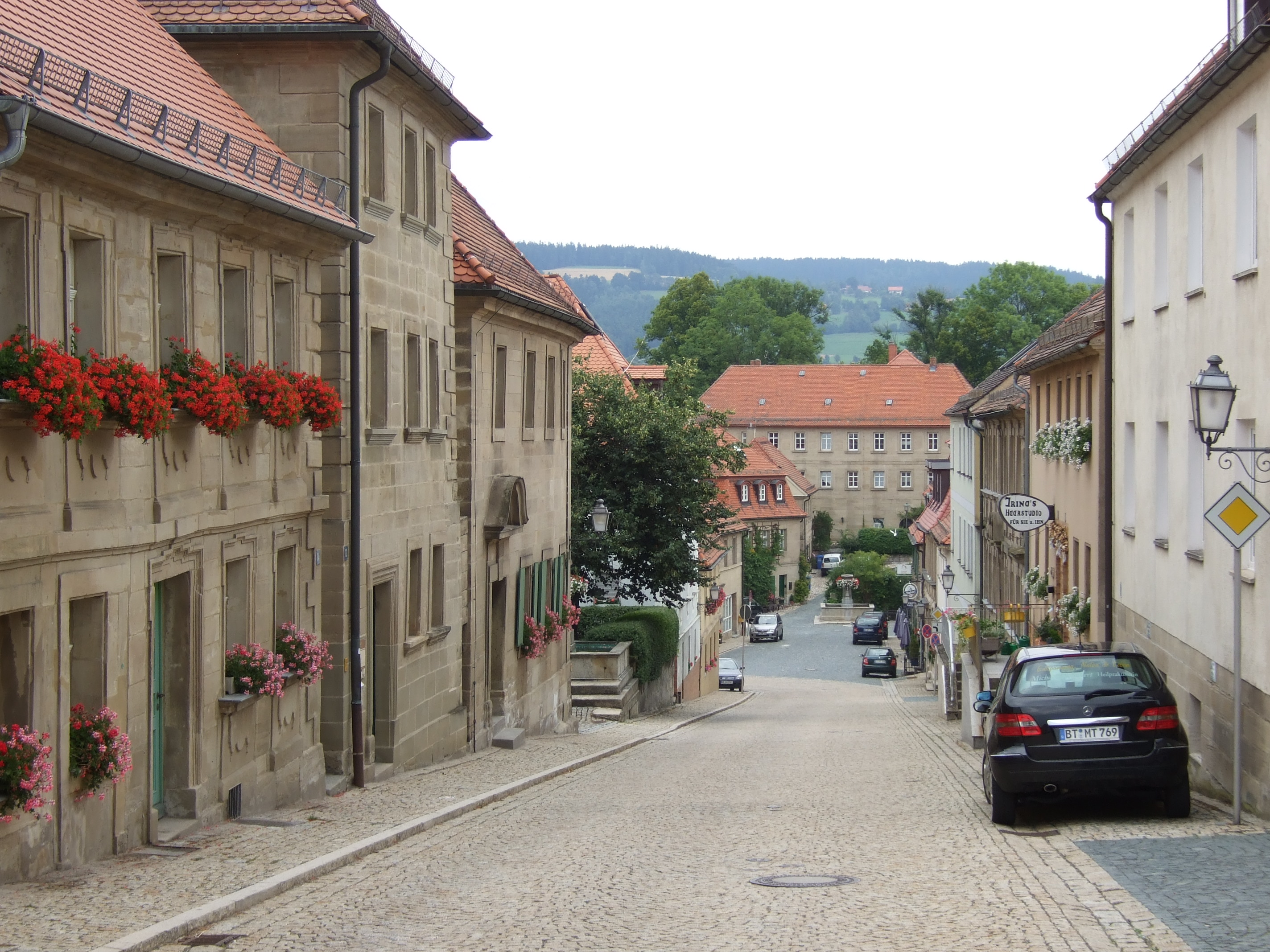
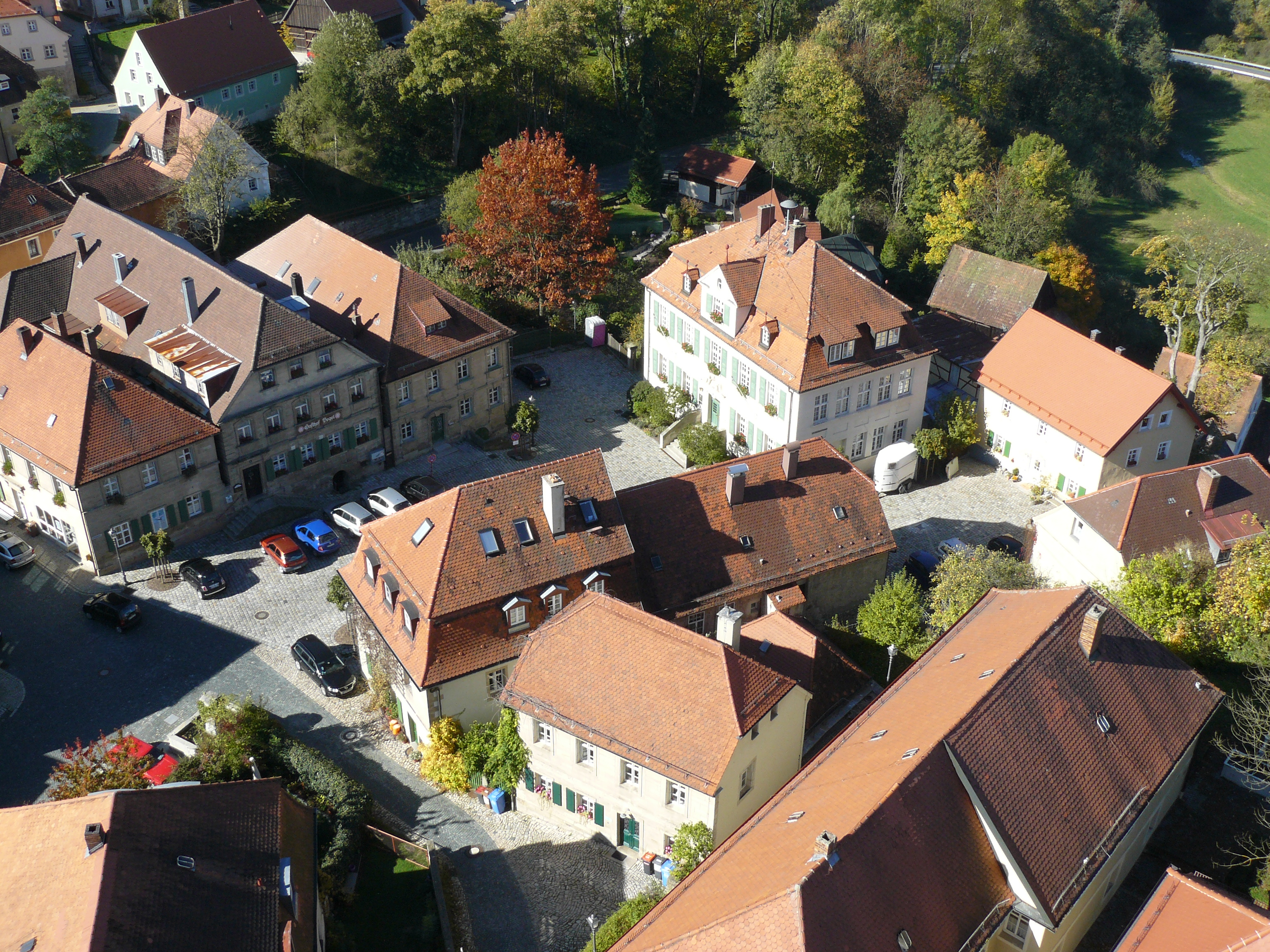
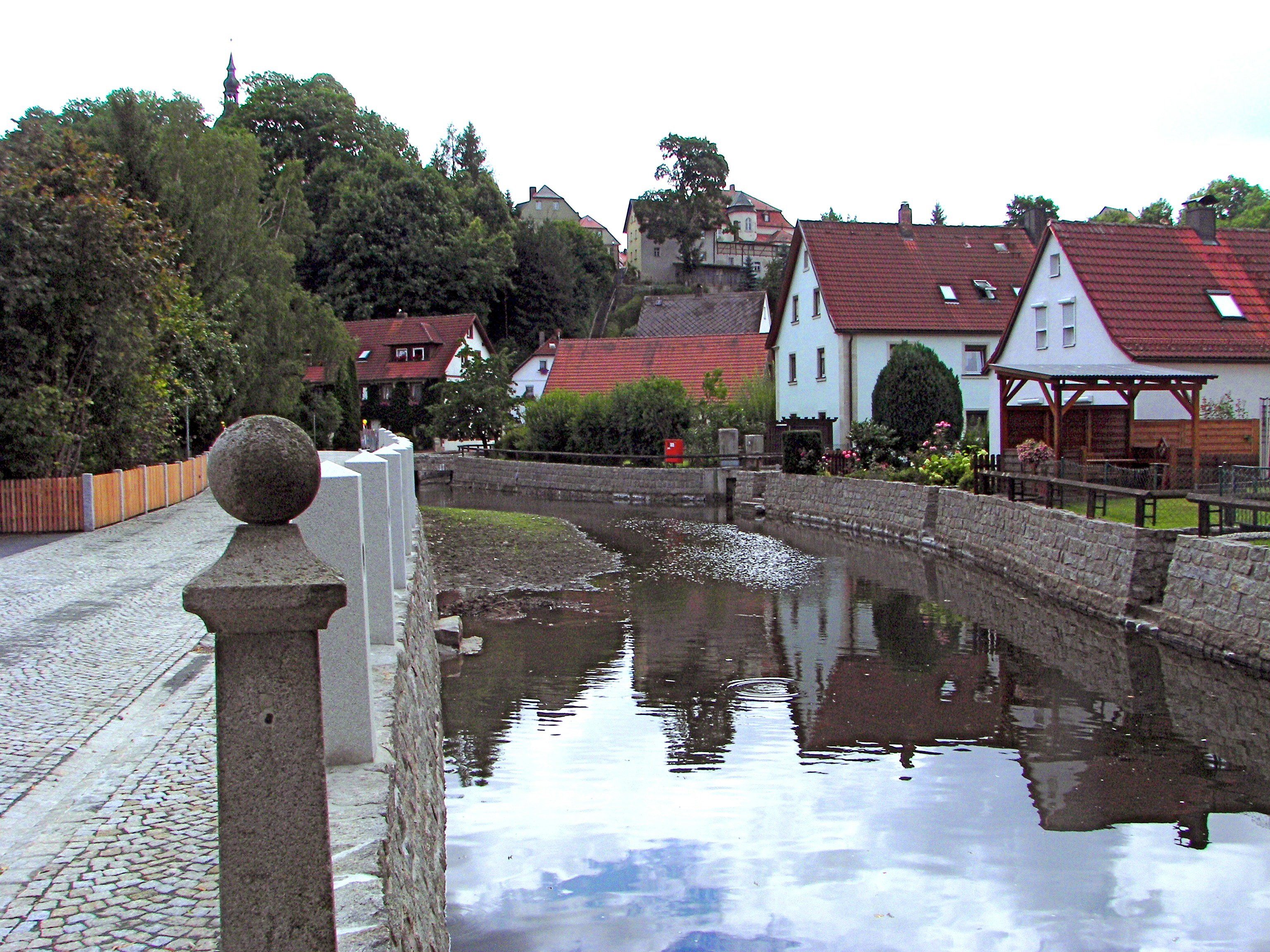
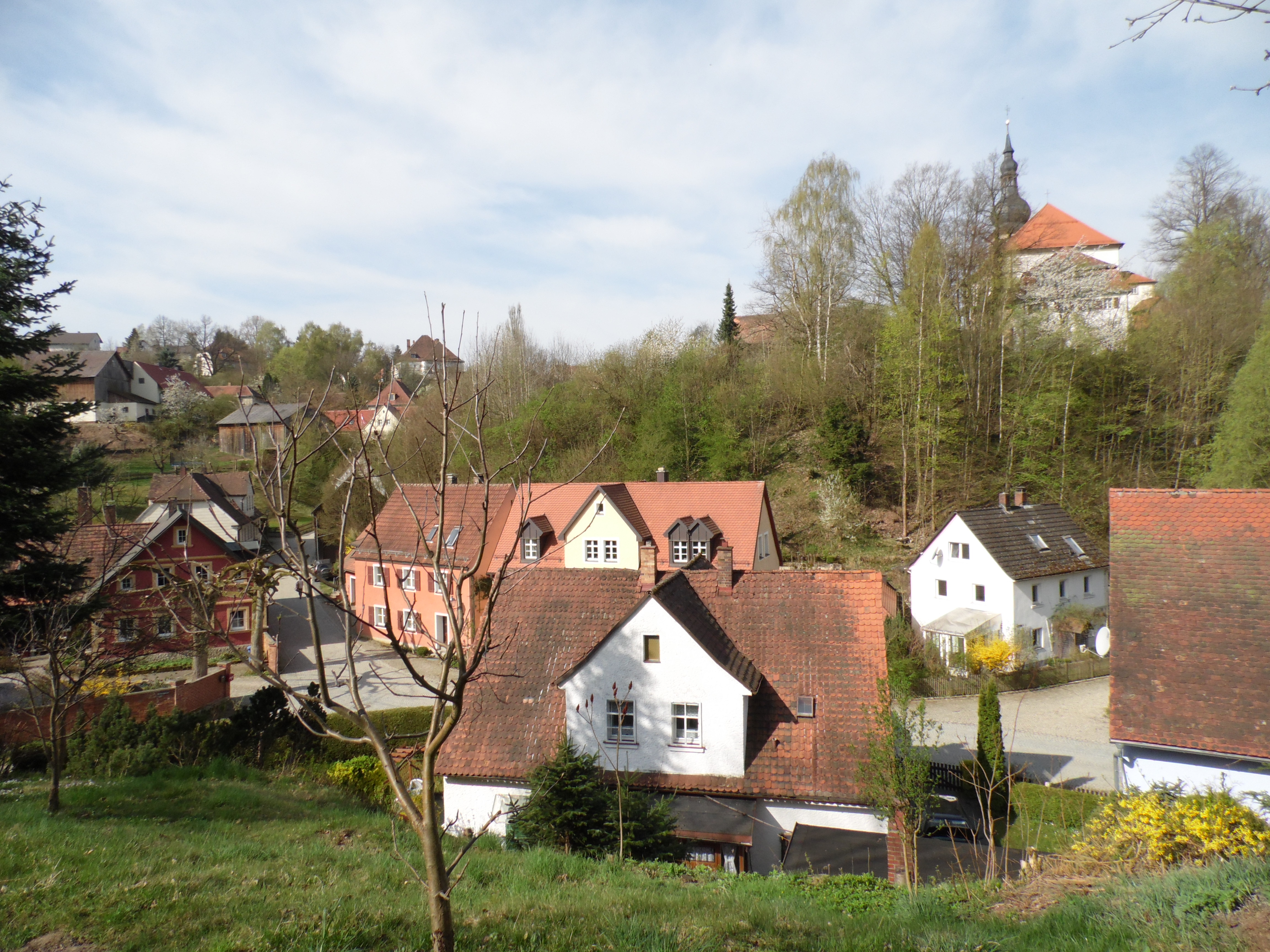